# Gem Lake (Minnesota)
Pour les articles homonymes, voir Gem Lake.
Gem Lake est une ville américaine située dans le Comté de Ramsey, dans le Minnesota. Selon le recensement de 2010, sa population est de 393 habitants.